# Alberto Manenti
Alberto Manenti (Tarhuna, 20 marzo 1952) è un militare e funzionario italiano.
È  stato direttore dell'AISE, l'Agenzia Informazioni e Sicurezza Esterna dal 14 aprile 2014 al 22 novembre 2018.

## Biografia
Nato in Libia da genitori siciliani (del ragusano). 
Nel 1972 frequenta l'Accademia militare di Modena. Nel 1974, è nominato Sottotenente del Corpo di Amministrazione dell'Esercito Italiano e dal 1976 presta servizio all'Ufficio Pianificazione finanziaria dell'Ispettorato logistico. Laureatosi in Scienze strategiche, parla correntemente l'arabo.
Nel 1980, con il grado di capitano, passa al Servizio per le Informazioni e la Sicurezza Militare. Nel 1997 diventa capo dell'unità programmi di proliferazione chimico-biologica e nucleare del SISMI. Tenente colonnello nel 2003, nel 2005 è capo dell'VIII Divisione, che si occupa di "Armi di distruzione di massa"..
Passato con la riforma dei servizi all'Agenzia Informazioni e Sicurezza Esterna diviene caporeparto nel 2008 e vice direttore operazioni nel 2011, data in cui lascia la divisa, con il grado di generale di brigata in ausiliaria.
Da Dirigente di prima fascia, nell'aprile del 2014 il Governo Renzi lo nomina direttore dell'AISE, per la durata di 4 anni, prorogato per sei mesi nell'aprile 2018 dal governo Gentiloni, fino al 21 novembre 2018 quando viene sostituito dal generale Luciano Carta.
Nell'aprile 2020 entra nel consiglio di amministrazione del Banco BPM.